# Parachiloglanis
Parachiloglanis (Парахілогланіс) — рід риб триби Glyptosternina з підродини Glyptosterninae родини Sisoridae ряду сомоподібні. Має 2 види. наукова назва походить від грецьких слів para, тобто «в бік від», cheilos — губи, латинського слова glanis — «сом».

## Опис
Загальна довжина представників цього роду коливається від 6 до 6,6 см. Голова сплощена зверху, морда широка. Очі невеликі, розташовано зверху голови. Є 4 пари невеличких вусиків. Мембрана на верхній щелепі добре розвинена. Хвостове стебло широке, товсте, подовжене. Спинний та грудні плавці мають шипи. Спинний плавець високий та широкий, з короткуватою основою і розгалуженими променями. Жировий плавець м'ясистий, подовжений, округлий. Грудні плавці видовжені, помірно широкі. Анальний плавець довгий. Хвостовий плавець короткий і широкий, має форму півмісяця або усічений.
Забарвлення світло- або темно-коричневе. Хвостовий плавець має біло-чорні цятки.

## Спосіб
Це демерсальні риби. Воліють до прісних вод. Трапляються у гірських річках. Вдень ховаються серед каміння або скелястих ущелин. Активні у присмерку та вночі. Живляться детритом, водоростями.

## Розповсюдження
Мешкають в Індії, Непалі, Бангладеш.

## Види
- Parachiloglanis bhutanensis
- Parachiloglanis hodgarti